# Фу Цун
Фу Цун (кит.: 傅聪; 1965) — китайський дипломат, працював заступником Постійного представника Китаю при Відділенні ООН у Женеві та інших міжнародних організаціях у Швейцарії, Надзвичайним і Повноважним Послом з питань роззброєння та Директором Департаменту контролю над озброєннями МЗС. Надзвичайний і Повноважний Посол Китайської Народної Республіки при Європейському Союзі.

## Життєпис
Народився у червні 1965 року. У 1987 році він приєднався до Міністерства закордонних справ Китайської Народної Республіки та працював у Департаменті міжнародних справ Міністерства закордонних справ КНР, Постійному представництві при Відділенні ООН у Женеві та інших міжнародних організаціях у Швейцарії, Постійному представництві при ООН та інших міжнародних організаціях у Відні та Департаменті контролю над озброєннями Міністерства закордонних справ КНР. Пізніше він обіймав посаду заступника директора Департаменту контролю над озброєннями Міністерства закордонних справ КНР. У 2004 році обіймав посаду заступника директора Управління закордонних справ (у справах заморського Китаю) Народного уряду Сіньцзян-Уйгурського автономного району. У 2005 році він обіймав посаду радника Постійного представництва в Женеві, а пізніше отримав звання радника-посланника. У 2007 році він працював консультантом Генерального директора Всесвітньої організації охорони здоров'я ООН. У 2013 році він обіймав посаду координатора з питань мережі Міністерства закордонних справ КНР. У лютому 2015 року він працював заступником Постійного представника Китаю при Відділенні ООН у Женеві та інших міжнародних організаціях у Швейцарії, а також Надзвичайним і Повноважним Послом у справах роззброєння. У 2018 році обіймав посаду генерального директора Департаменту контролю над озброєннями Міністерства закордонних справ.
З грудня 2022 року — Надзвичайний і Повноважний Посол Китайської Народної Республіки при Європейському Союзі. Перебуваючи на посаді заявив, що Китай не визнає спроби Росії анексувати українські території, включаючи Крим та Донбас. Крім того додав, що заяви Росії та Китаю про «безмежну дружбу» є лише «риторичним прийомом», КНР не підтримує дії РФ в Україні, й Пекін не надає Росії військової допомоги.
27 червня 2023 року, заявив, що не виключає підтримки Пекіном прагнення України відновити територіальну цілісність, повернувшись до кордонів станом на 1991 рік.